# Villers-Stoncourt
Villers-Stoncourt ist eine französische Gemeinde mit 222 Einwohnern (Stand 1. Januar 2022) im Département Moselle in der Region Grand Est (bis 2015 Lothringen). Sie gehört zum Arrondissement Metz.

## Geographie
Villers-Stoncourt liegt 22 Kilometer östlich von Metz und sechs Kilometer südöstlich von Pange am Goulot, einem Zufluss der Französischen Nied, auf einer Höhe zwischen 224 und 328 m über dem Meeresspiegel. Das Gemeindegebiet umfasst 10,57 km². Zur Gemeinde gehören die Ortsteile Aoury (dt. früher Aurich), La Houtte, Stoncourt und Villers (Weiler).

## Geschichte
Das Dorf wurde 977 erstmals erwähnt. Die Geschichte der Kirche auf dem Hügel Haut Saint-Pierre (Petersberg) ist mit derjenigen der Abtei Saint-Pierre-aux-Nonnains in Metz verbunden. Die Ortschaft gehörte früher zum Bistum Metz.
Durch den Frankfurter Frieden vom 10. Mai 1871 kam die Region an das deutsche Reichsland Elsaß-Lothringen, und das Dorf wurde dem Landkreis Metz im Bezirk Lothringen zugeordnet.
Die Dorfbewohner betrieben Getreide-, Obst- und Weinbau.
Nach dem Ersten Weltkrieg musste die Region aufgrund der Bestimmungen des Versailler Vertrags 1919 an Frankreich abgetreten werden und wurde Teil des Département Moselle.
Im Zweiten Weltkrieg war die Region von der deutschen Wehrmacht besetzt.
Von 1915 bis 1918 und von 1940 bis 1944 trug die Ortschaft den eingedeutschten Namen Stondorf.

### Bevölkerungsentwicklung
| Jahr      | 1962 | 1968 | 1975 | 1982 | 1990 | 1999 | 2007 | 2019 |
| Einwohner | 203  | 191  | 174  | 172  | 162  | 165  | 219  | 218  |

## Kultur und Sehenswürdigkeiten

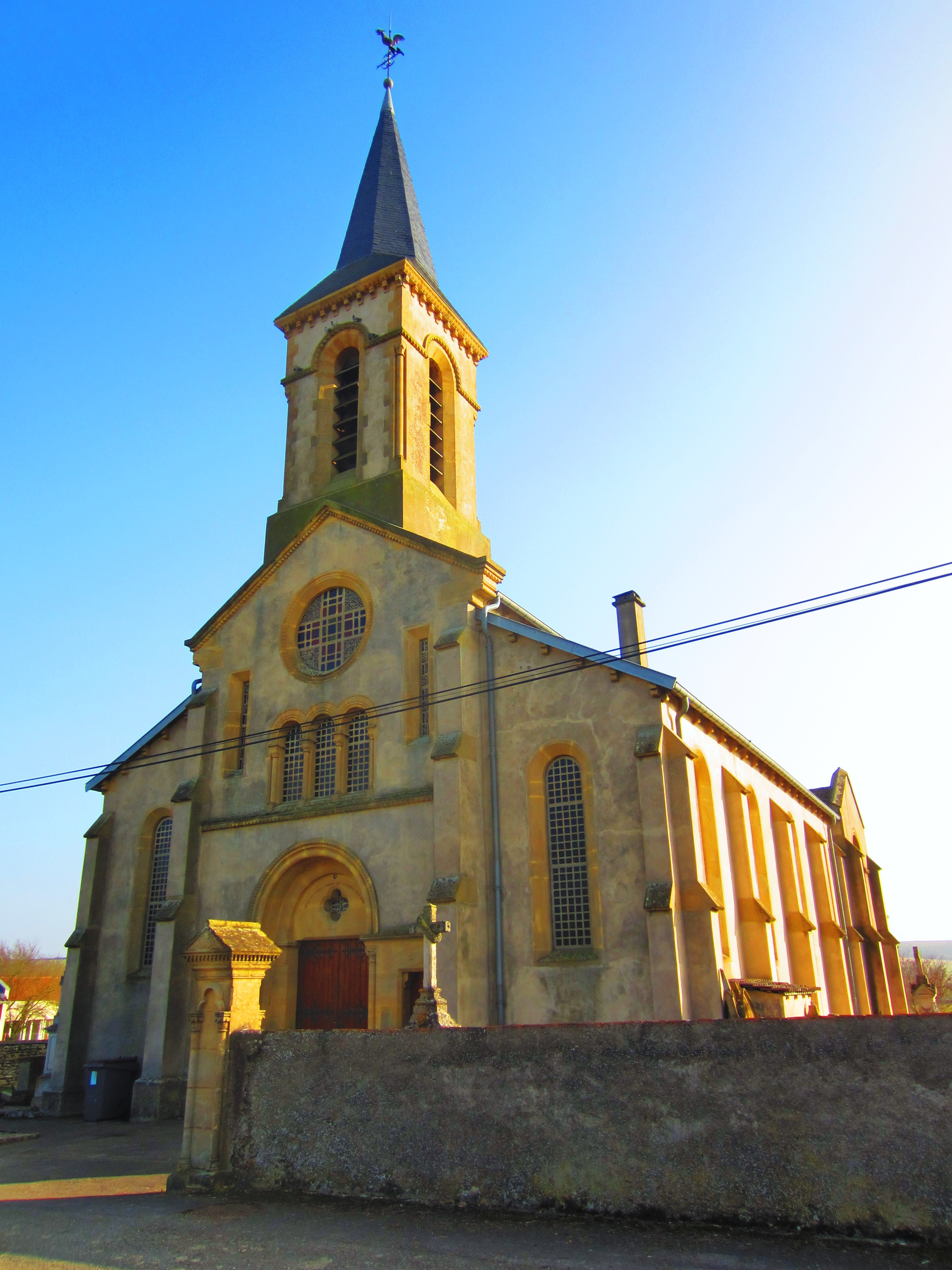
Kirche Ban-St. Pierre
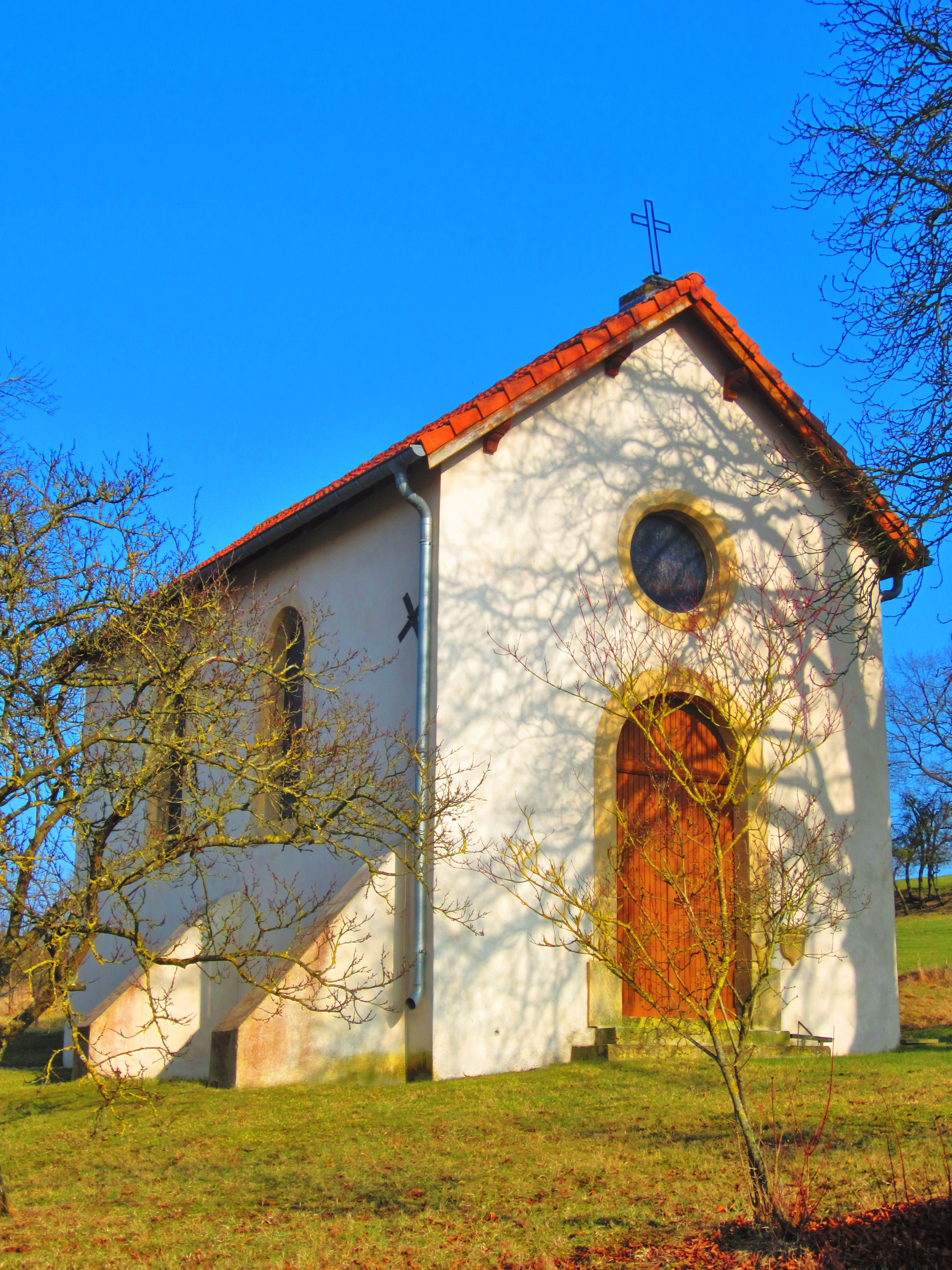
Kapelle St. Vierge-Marie
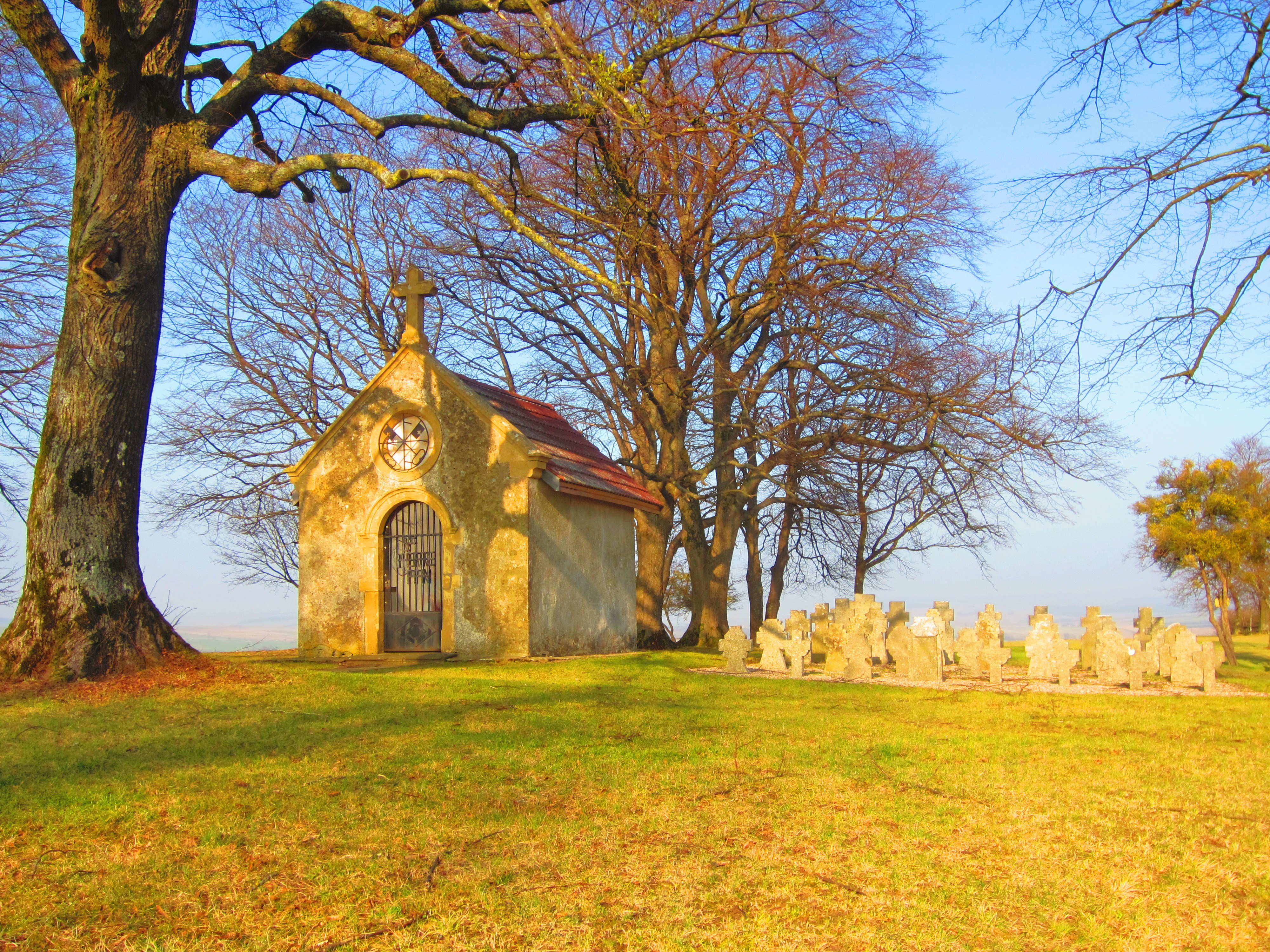
Gedächtniskapelle St. Pierre
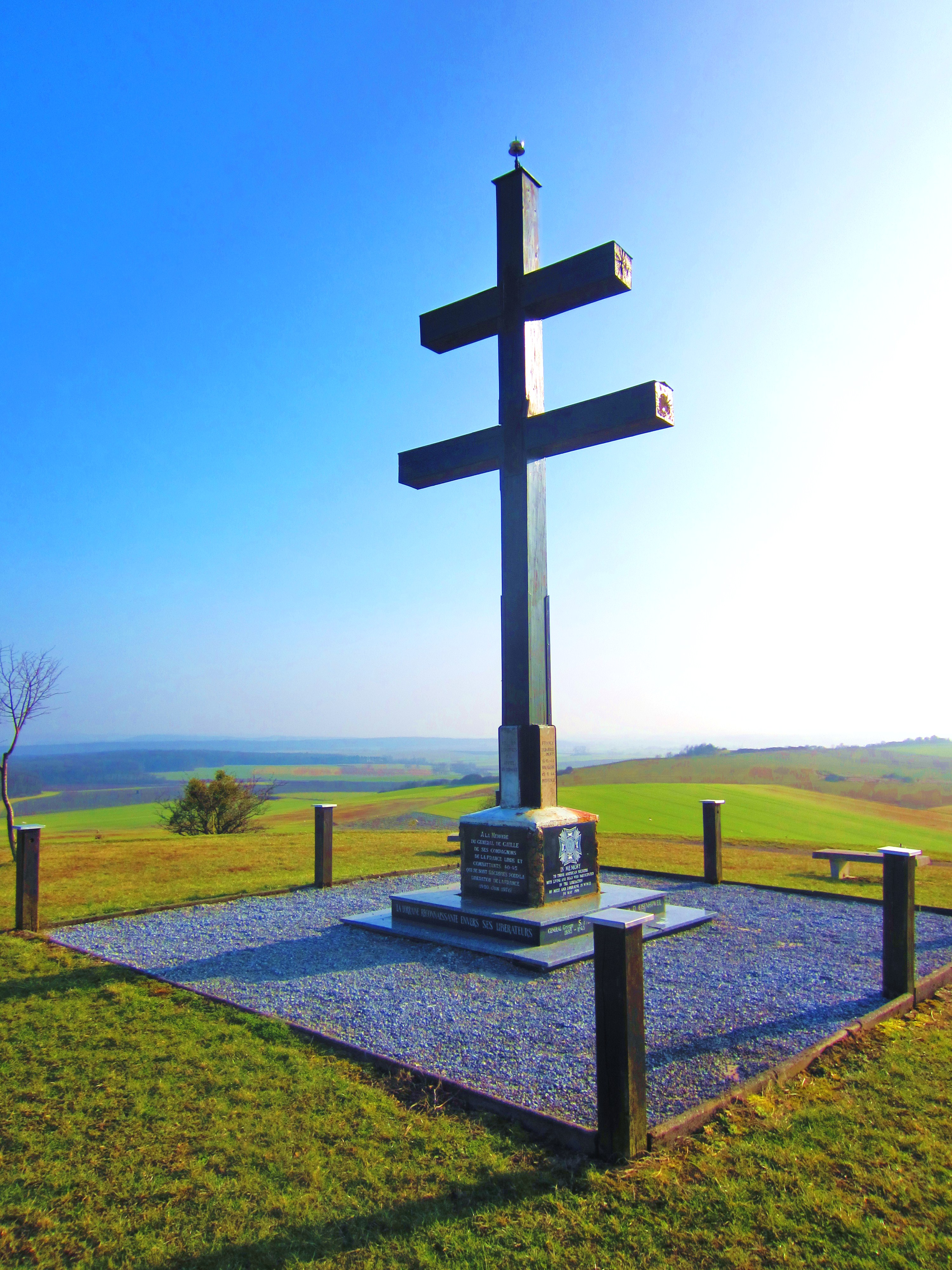
Monumentalkreuz zu Ehren der Gefallenen des Zweiten Weltkrieges